# Ирбан
Ирбан (рос. Ырбан) — сільське поселення (сумон), яке входить до складу Тоджинського кожууна Республіки Тива Російської Федерації. Адміністративним центром є село Ирбан.

## Населення
Населення сумона станом на 1 січня року
| Рік    | 2010 | 2011 | 2012 | 2013 | 2014 | 2015 | 2016 |
| ------ | ---- | ---- | ---- | ---- | ---- | ---- | ---- |
| Насел. | 325  | 325  | 318  | 309  | 307  | 293  | 290  |